# Space Runaway Ideon

Space Runaway Ideon (伝説巨神イデオン Densetsu Kyojin Ideon?, literalmente "Ideon, el Gigante Legendario") es una serie de televisión de anime de 1980 producida por Sunrise, creada y dirigida por Yoshiyuki Tomino, producida inmediatamente después de su obra más famosa, Mobile Suit Gundam. Se estrenó por primera vez en TV Tokyo desde 1980 hasta 1981, seguida de dos películas en 1982, y más tarde fue emitida en Japón por la cadena de televisión vía satélite Animax a partir de septiembre de 2006.
Los diseños mecánicos fueron creados por Yuichi Higuchi en Studio Submarine. La serie de televisión solo acreditó al estudio de diseño, aunque Higuchi recibió el crédito completo por las películas posteriores. Los personajes fueron diseñados por Tomonori Kogawa. La serie ganó el premio Animage Anime Grand Prix durante la segunda mitad de 1980.
Originalmente la serie iba a tener 43 capítulos, pero las bajas audiencias hicieron que se redujeran a 39.[cita requerida]

## Resumen del argumento
Anexo: Episodios de Space Runaway Ideon

### Serie televisiva (antes del final)
"Space Runaway Ideon" comienza en el año 2300, cuando la humanidad ha colonizado otros planetas. En el planeta Solo en la Galaxia de Andrómeda, un grupo de arqueólogos encuentra los misteriosos restos del Ideon: tres grandes tanques blindados con la capacidad de combinar en un mecha divino. También descubren una nave espacial conocida como la Nave Solo. Después de meses de restauración, los tanques Ideon se activan y repelen a los invasores del Clan Buff.
Karala, de la civilización alienígena del Clan Buff, investiga el planeta contra las órdenes de su comandante militar, Doba Ajiba. Los habitantes de Solo se defienden de los ataques del Clan Buff. Los sobrevivientes se refugian en la Nave Solo, donde se unen Karala, los terrícolas y otros. Karala revela que está embarazada del hijo de Bes, y se forma un equipo de pilotos para controlar el Ideon.
La Nave Solo escapa a través del espacio y se encuentra con varias amenazas del Clan Buff. Se revela la leyenda del Ide, el poder detrás del Ideon. Los enfrentamientos continúan mientras la Nave Solo busca un lugar seguro. La lucha entre el Clan Buff y la Nave Solo se intensifica, y el Ideon se vuelve más poderoso con cada enfrentamiento.
El conflicto lleva a la destrucción de planetas y la pérdida de vidas. A pesar de los esfuerzos de ambos lados, la Nave Solo no encuentra un hogar seguro en la Tierra y sigue siendo perseguida. Las batallas y las muertes aumentan la potencia del Ideon. Finalmente, el Ideon parte hacia la galaxia, dejando un rastro de destrucción a su paso.

### Final de la serie de televisión
En el final de la serie, Doba y Karala se enfrentan en una batalla decisiva. Karala revela estar embarazada de un terrícola. Después de una serie de enfrentamientos, el poderoso Ideon es activado, pero en última instancia destruye tanto a la humanidad como al Clan Buff. Las almas de algunos personajes sobreviven y viajan por el espacio.

### Películas
La película "A Contact" es una recapitulación de los acontecimientos acaecidos hasta el capítulo 32 de la serie de televisión.
En la película "Be Invoked", los eventos difieren significativamente de la serie. Al tener que terminar de forma abrupta la serie faltando 4 capítulos, Tomino aprovecho la película para terminar la serie con su final original.[cita requerida]

## Lanzamientos en video doméstico
Las ediciones en video doméstico de Ideon han tenido tiradas de producción muy limitadas. El primer estuche de DVD de la serie fue sobreproducido, lo que resultó en muchas unidades que no se vendieron incluso años después de su lanzamiento. Por lo tanto, el segundo estuche y el estuche de películas tuvieron muchas menos unidades producidas. Como resultado, se agotaron rápidamente y no era raro ver que solo el segundo estuche se vendiera usado a un precio de más de 80.000 yenes en sitios web de Japón, o los tres estuches se vendieran por más de 120.000 yenes.[cita requerida]
En 2006, Ideon fue relanzado en DVD individuales, pero los discos individuales, al igual que los lanzamientos anteriores de Ideon, se agotaron rápidamente debido a una baja tirada de producción. Un estuche Blu-ray de la serie de TV se lanzó el 2 de febrero de 2013.[cita requerida]
El 8 de noviembre de 2017, Hidive anunció que transmitiría la serie en su sitio web a partir del 9 de noviembre de 2017.
A partir de agosto de 2023, la serie ya no está disponible en Hidive. El 5 de julio de 2018, el distribuidor de anime Maiden Japan anunció su licencia para la serie en Estados Unidos.
Un conjunto de 2 discos SD BD estaba programado para ser lanzado el 11 de diciembre de 2018; sin embargo, después de las quejas de los fanes, considerando la calidad mostrada en la transmisión de Hidive en ese momento, Section23 anunció que el conjunto SD Blu-ray se cancelaría y se reemplazaría con un conjunto HD Blu-ray. El conjunto HD Blu-ray se lanzó el 5 de febrero de 2019.
Esta serie nunca ha sido licenciada en España ni en ningún país latinoamericano, por lo que no se puede encontrar oficialmente ni doblada ni subtitulada al español.[cita requerida]

## Reparto
| Personaje      | Doblaje          | Personaje    | Doblaje          |
| -------------- | ---------------- | ------------ | ---------------- |
| Cosmo Yuki     | Yoku Shioya      | Bes Jordan   | Hideyuki Tanaka  |
| Kasha Imhof    | Fuyumi Shiraishi | Karala Ajiba | Keiko Toda       |
| Sheryl Formosa | Yō Inoue         | Gije Zaral   | Kazuo Hayashi    |
| Deck Afta      | Tatsuya Matsuda  | Lotta Banda  | Eiko Hisamura    |
| Moera Fatima   | Hideki Sasaki    | Rapoh Famu   | Kimiko Tsuruta   |
| Lin Formosa    | Keiko Yokozawa   | Ashura Novak | Masako Matsubara |
| Fard Malaka    | Sanae Takagi     | Joliver Ira  | Kaneto Shiozawa  |
| Harulu Ajiba   | Yōko Asagami     | Doba Ajiba   | Takkō Ishimori   |
| Damido Pechi   | Banjō Ginga      | Daram Zuba   | Shojiro Kihara   |
| Gindoro Jinma  | Seizō Katō       | Kitty Kitten | Rumiko Ukai      |